# Erwin Pohl
Erwin Pohl (* 2. September 1914 in Kratzau, Böhmen; † 29. März 2013 in Furth im Wald) war ein deutscher Hinterglaskünstler und Glasdesigner.

## Leben
Erwin Pohl ist der zweite Sohn des Oberfinanzwachtmeisters Alois Pohl aus Kratzau und dessen Ehefrau Sidonia Pohl (geborene Bauer, aus Raasdorf in Niederösterreich). Nach dem Besuch der Volks- und Bürgerschule absolvierte Erwin Pohl von 1928 bis 1931 erfolgreich die Staatsfachschule für Glasindustrie in Steinschönau (Kamenický Šenov). Sein Hauptfach war die Glasgravur. Seine wichtigsten Lehrer waren Alfred Dorn (Entwurfszeichnen), Otto Pietsch (Geometrisches Zeichnen), Emil Kromer (Gravur), Otto Zoff und (nach 1930) Ernst Görlich (Naturzeichnen) sowie Max Tischler (Chemie).
Von 1931 bis 1933 bildete er sich an der Staatsfachschule für Kunstgewerbe in Gablonz a. d. Neiße (Jablonec nad Nisou) weiter. Anschließend studierte Erwin Pohl bis 1936 in den Spezialabteilungen für Glas und Keramik der kunstgewerblichen Staatsfachschule.
Nachdem  Pohl, teilweise wohl neben dem Studium, 1935 und 1936 in der Gablonzer Firma Curt Schlevogt als Entwurfszeichner gearbeitet hatte, wurde er 1937 vom Unterrichtsministerium in Prag als Assistent und Hilfslehrer bei  Karl May in die neu errichtete Abteilung Hinterglasmalerei in Gablonz berufen. Dort blieb er bis zu seiner Kriegseinberufung 1940. Seit 1938 schuf er eigene Hinterglasmalereien und Collagen.
In Grassau-Staudach (Landkreis Traunstein) fand Pohl 1945 Arbeit als Maler und Entwerfer (bis 1949) in einem keramischen Betrieb (Achental Keramik, Zweigwerk der Porzellanmanufaktur Cortendorf bei Coburg). Die Begegnung mit den Moorlandschaften hat ihn in der Naturbeobachtung und in der Form- und Farbgebung geprägt.  1946 wurde Pohl Mitglied des Berufsverbandes bildender Künstler München.
Pohl heiratete 1946 in Grassau Anna Jäckel (* 1913 in Lobnig in Mähren). 1946 wurde in Grassau ihr Sohn Hans-Peter geboren († 2002 in München).
Von 1951 bis 1966 arbeitete er als Maler in der Kunstabteilung der Porzellanmanufaktur Heinrich & Co. in Seetal am Chiemsee.
1951 gelingt es Pohl auch, Ruß (damals noch beschränkt auf Kerzenflamme) auf Glas zu fixieren. In dieser Zeit rettete Pohl einige wertvolle Hinterglasbilder vor dem Verfall, in dem er sie mit einem speziellen Verfahren (Aufbringen einer Silikonschicht) fixierte. Am 16. Juli 1964 erwarb Pohl für sein Verfahren den Gebrauchsmusterschutz für die Konservierung von Hinterglasbildern (Urkunde des Deutschen Patentamts Nr. 1896936). An seinem Wohnort Übersee engagierte sich Erwin Pohl u. a. auch in der Bodendenkmalpflege (bes. im Zusammenhang mit dem „Prügelweg Sossauer Moor“).
In dieser Zeit wurde Erwin Pohl Mitglied des Künstlerverbandes „Die Roten Reiter“ in Traunstein, wo 1956 zum 10-jährigen Bestehen der 1945 gegründeten Gruppe eine Ausstellung mit 165 deutschen und internationalen Malern und Bildhauern stattfand. 1966 übersiedelte er nach Oberpfaffenhofen, wo er in der Glasfirma Kurt Hammer in Weßling bei München (Werkstätten für Kunsthandwerk, Glas- und Porzellanmanufaktur) als Entwurfszeichner für Glasdekore arbeitete (Siebdrucke auf Glas und Porzellan).
1968 holte ihn die Firma Glas-Schöninger in Luhe-Wildenau als Glasdesigner. Dort baute er ein Glasstudio auf, in dem die zu jener Zeit berühmten Mondkraterplatten als Rauchtische in Kombination von Sandstrahlen, Siebdruck und Antik-Verspiegelung hergestellt und in die ganze Welt verschickt wurden.
Ab 1968 nahm Erwin Pohl regelmäßig an nationalen, ab 1981 auch internationalen Ausstellungen teil. 1971 schließlich wechselte Pohl zur Porzellanfirma Bauscher in Weiden als Grafiker und Reinzeichner. Seit seiner Pensionierung im Jahre 1976 widmete er sich intensiver der Erneuerung der Hinterglasmalerei im neuen Stil.
1979 gründete er zusammen mit Jorg-Georg Gruber (Maler und Bildhauer), Alfred Bierling (Grafiker) und Klaus Peter Karl (Keramiker) die Luher Künstlergruppe „Die Gabel“. Als „vier spitze Zinken“ wollten sie aktuelle Themen (wie z. B. die Umweltzerstörung) aufspießen und das Publikum mit ihren Werken wachrütteln, mahnen, aber auch unterhalten.
Seit 1979 war Pohl auch Mitglied der Künstlergilde Esslingen. Ab 1984 beschäftigte sich Erwin Pohl intensiver mit seiner Rußmalerei, jetzt u. a. mit einem Schweißbrenner. Ab etwa 1989 entstehen Hinterglasmalereien mit Verbundglas im Werk Wernberg der Flachglas AG Furth im Wald. Aus der Hinterglasmalerei ist so teilweise eine Zwischenglasmalerei geworden. Durch den einige Zentimeter abgerückten Bildhintergrund erhalten die Bilder eine erstaunliche Tiefe und Lebendigkeit. Es entsteht auf diese Weise eine dritte Dimension in der Hinterglasmalerei. Am 10. Mai 2007 erwarb Pohl auch hierfür vom Deutschen Patenamt den Gebrauchsmusterschutz (Urk.Nr. 202007003063.0).
Spätestens ab 1988 war Erwin Pohl in der Kunstpädagogik tätig. Zum einen arbeitete er unmittelbar mit Kindern in Kindergärten und Grundschulen unter der Prämisse „Jeder Mensch ist ein Künstler“. Zum anderen bemühte er sich in den Seminaren der Lehrerausbildung um die künstlerische Aus- und Weiterbildung der (angehenden) Lehrer.
1993 war in zweifacher Hinsicht durch die Kunstausstellung „Moderne Glaskunst“ im Rahmen der 2. Bayerisch-Böhmischen Kultur- und Wirtschaftstage in Weiden i.d.Opf. ein Meilenstein. Jetzt hatte sich Pohl endgültig einen sicheren Platz in der Glaskunst allgemein und in der ostbayerischen Kunst im Besonderen erworben. Außerdem hatten die bayerische und die böhmische Glaskunst auf die Initiative Pohls hin kongenial (wieder) zusammengefunden. Pohl zeigte seine „Hinterglaskollagen“ und Prof. Jiři Harcuba (Prag) Portraitschnitte in Glas, Medaillen und Skulpturen. Diese Ausstellung ging dann 1994 auch in das Schloßmuseum Murnau und in das Glasmuseum Rheinbach bei Bonn. In Rheinbach veranstaltete Pohl auch einen Workshop zu seiner Rußtechnik.
Ab 1995 bemühte er sich aufgrund seiner eigenen 35-jährigen Praxis um die Konservierung der in den Museen befindlichen alten Hinterglasbilder. Die Denkmalbehörden haben sein Konservierungsverfahren (s. Gebrauchsmusterschutz 1964) sehr empfohlen. Gleichzeitig spielte die Pflege des bayerisch-böhmischen Kulturaustauschs eine wichtige Rolle. U.a. bearbeitete er in Zusammenarbeit mit der Kunstschule Tachov mit Schülern bayerischer und tschechischer Schulen das Thema „Die goldene Straße“.
Nach dem Tod seiner Frau im Jahr 2000 zog Pohl 2002 nach Furth im Wald. Mit einer großen Ausstellung in der Reihe der Kunstausstellungen des Verwaltungsgerichts Regensburg leitete Pohl 2010 die Ordnung seines künstlerischen Nachlasses ein. Ergebnis der Ausstellung war, dass Erwin Pohl dem Verwaltungsgericht den größten Teil seines Werkes als Dauerausstellung mit dem Motto „Gläserne Spur“ im reichsstädtischen Bibliothekssaal übereignete. Die Dauerausstellung wurde am 8. Februar 2011 in einem Festakt eröffnet. Jiři Harcuba übernahm die Würdigung des Künstlers und seines Werkes.
Im Herbst 2010 musste Erwin Pohl seine Wohnung und sein Atelier wegen gesundheitlicher Probleme aufgeben und in ein Pflegeheim umziehen. Mit Hilfe einer Betreuungsvollmacht sorgte er auch für eine Betreuung seines künstlerischen Nachlasses. Seine Betreuer haben begonnen, entlang der sogenannten Glasstraße eine gläserne Spur zu legen, die ihren Anfangs- und Endpunkt schließlich in seiner Geburtsstadt Chrastava (Kratzau) haben wird.

## Werke
Ein offizielles Gesamtverzeichnis existiert  nicht. In verschiedenen Verzeichnissen im Verwaltungsgericht Regensburg (Dauerausstellung) und beim Künstler sind alle Werke erfasst, soweit sie nicht in Privatbesitz (z. B. Firma Flabeg) sind.
Es gibt im Wesentlichen drei Gruppen:
- Rußbilder, meist in der „3. Dimension“, d. h. es handelt sich um sog. Kastenbilder, bei denen das hinter einer Glasscheibe aufgebrachte Rußbild durch eine zweite Glasscheibe geschützt ist (Verbundglas). Zwischen Bild und Rückwand (oft Japanpapier) ist ein Zwischenraum von 3–5 cm
- Spontaner Akt auf Glas: mit spezieller Fettkreide in einem Zug aufs Glas gebrachte Formen in verschiedenen Farben
- Folienbilder/Collagen: durch Aufbringen verschiedenfarbiger, gefalteter oder glatter Metallfolien mit Bearbeitungen vor allem mit Tusche und Kreide werden eindrucksvolle Licht- und Raum-Effekte erzielt

Daneben gibt es eine große Anzahl an ähnlich gestalteten Miniaturbildern hinter Glas und eine Kunstdruckmappe „Der schöpferische Akt auf Glas“ (ZEN-Gedankengut) mit einer Einführung von Max Riedl, Perlinger-Druck, Furth im Wald.
Werke im öffentlichen Raum:
- Lesehalle Gablonz/Neiße (Glasierte und patinierte Masaryk-Büste, zurzeit nicht auffindbar)
- Pfarrheim St. Martin Luhe-Wildenau
- Sudetendeutsche Stiftung München
- Arbeitsamt Weiden
- Kunstforum Ostdeutsche Galerie Regensburg
- Dauerausstellung „Gläserne Spur“ im Reichstädtischen Bibliothekssaal des Verwaltungsgerichts Regensburg (seit 2011)
- Werke als gläserne Spuren entlang der sog. Glasstraße (Von Waldsassen bis Passau; noch nicht komplett),

Joseph-von-Führichhaus in Chrastava (Kratzau), der Geburtsstadt des Künstlers (offizielle Eröffnung im Mai 2012).